# Tasilón II de Baviera
Tasilón II de Baviera (...-719) fue duque de Baviera de la dinastía Agilolfinga desde el 711 hasta su muerte, con menores atribuciones que su padre Teodón II de Baviera y el ducado dividido entre sus hermanos Teodeberto, Teobaldo y Grimaldo.
Tasilón era hijo, al parecer el tercero de Teodón II de Baviera, quien divide el ducado entre él y sus hermanos alrededor del año 715, hasta hoy no se sabe si esta división correspondía a una especie de corregencia o era una división territorial, de ser así a Tasilón le habría tocado el gobierno de la diócesis de Passau y con esta ciudad como capital.
Una guerra de sucesión se produjo entre los hermanos, tras la muerte del padre, pero poco se sabe sobre este período. Sobre el gobierno de Tasilón se base sumamente poco. Su existencia solamente está confirmada en el Código de Saltzburgo (Salzburger Verbrüderungsbuch), donde es descrito como célibe, aunque hay documentos que lo indican casado con Waldrada de Baviera, también mencionada como primera mujer de su hermano Teobaldo. Según otras fuentes habría sido esposo de Ima.
Tasilón murió alrededor del año 719 como todos sus hermanos, salvo Grimaldo, quien heredó y unificó nuevamente el ducado bajo su mando.
| Predecesor: Teodón II | Duque de Baviera 711-719 | Sucesor: Huberto |

- Datos: Q537139